# Dsjanis Lasawik
Dsjanis Lasawik (belarussisch Дзяніс Лазавік, FIDE Denis Lazavik; * 17. November 2006 in Minsk) ist ein belarussischer Schachspieler. Seit 2022 trägt er den Titel Großmeister im Schach. 

## Erfolge
Lasawik erhielt den Titel des FIDE-Meister im Jahr 2019. Im April 2021 wurde ihm im Alter von 14 Jahren der Titel Internationaler Meister vergeben und im Oktober 2022 verlieh der Weltverband FIDE dem zu diesem Zeitpunkt 15-jährigen Lasawik schließlich den Titel Großmeister. Im September 2022 überholte Lasawik in der Weltrangliste Aljaksej Aljaksandrau und ist dort seitdem der bestgewertete Belarusse.
Eine der Stärken Lasawiks liegt im Online-Blitzschach, wo er auf der Plattform chess.com zu den stärksten Teilnehmern zählt und bereits im März 2021, damals noch als FM, eine Ausgabe des wöchentlich ausgetragenen Titled Tuesday-Turniers für sich entscheiden konnte.
Bei den Schnell- und Blitzschachweltmeisterschaften 2023 in Samarqand belegte Lasawik im Schnellschach den 31. Platz, gefolgt von einem achten Platz beim Blitzschachturnier. Bei der Schnellschachweltmeisterschaft 2024 in New York belegte Lasawik den 27. Platz mit erneut 8 Punkten. Der Belarusse beeindruckte dabei unter anderem durch Siege gegen den Vorjahressieger Magnus Carlsen und den Inder R. Praggnanandhaa.